# Épinay-Champlâtreux
Épinay-Champlâtreux é uma comuna francesa na região administrativa da Ilha de França, no departamento do Vale do Oise. Estende-se por uma área de 3.56 km². Em 2010 a comuna tinha 69 habitantes (densidade: 19,4 hab./km²).